# Gum 20
Gum 20, nota anche come RCW 36, è una nebulosa a emissione visibile nella costellazione delle Vele.
Si osserva nella parte centrale della costellazione, circa 2° a WSW della stella λ Velorum; può essere fotografata senza eccessive difficoltà con l'ausilio di filtri attraverso un telescopio di media potenza. La sua declinazione fortemente australe comporta che dalle regioni boreali la sua osservazione sia particolarmente difficoltosa dalla fascia temperata inferiore, mentre a nord del 47°N è sempre invisibile. Dall'emisfero australe invece è osservabile per quasi tutte le notti dell'anno. Il periodo migliore per la sua osservazione nel cielo serale va da dicembre a maggio.
Gum 20 fa parte del Vela Molecular Ridge, un complesso sistema di nubi molecolari giganti situato alla distanza di 700-1000 parsec (2300-3300 anni luce) dal sistema solare; alla nube C di questo complesso è associata la nebulosa Gum 20.
All'interno della nebulosa sono attivi dei fenomeni di formazione stellare, provocata, secondo alcuni modelli dinamici, dallo scontro fra due nubi molecolari minori poste all'interno della grande nube G265.1+1.5. L'esistenza di tali fenomeni in Gum 20 è testimoniata dalla presenza di un giovane ammasso completamente oscurato dai gas e visibile solo all'infrarosso; quest'oggetto è catalogato con la sigla RCW 36 IR (o anche IRS 34 o [BDB2003] G265.14+01.45), ed è formato da oltre 350 componenti stellari concentrate entro poco più di 1' di diametro, equivalenti ad appena 1,5 parsec. Si tratta di uno degli ammassi aperti in formazione più concentrati che si conoscano entro un raggio di 1000 parsec dal Sole; fra le sue componenti vi sono diverse stelle di grande massa, concentrate in massima parte al centro dell'ammasso, che presenta quindi segregazione di massa. L'età stimata per quest'oggetto è di circa 2-3 milioni di anni. Fra le sue componenti più massicce e luminose ve ne sono due, situate verso il suo centro, che sono state ritenute le fonti più probabili di ionizzazione dei gas dell'intera nebulosa.